# Clervaux (kanton)
Clervaux er en kanton i distriktet Diekirch i Luxembourg. Kantonen ligger i den nordlige del af landet og har et areal på 331,75 km². I 2005 havde kantonen 13.030 indbyggere og det administrative center ligger i byen Clervaux.

## Kommuner
Kantonen Clervaux består af otte kommuner. I tabellen opgives antal indbyggere pr. 1. januar 2005.
| #  | Kommuner     | Indbyggere |
| -- | ------------ | ---------- |
| 1. | Wincrange    | 3.504      |
| 2. | Troisvierges | 2.585      |
| 3. | Clervaux     | 1.810      |
| 4. | Hosingen     | 1.628      |
| 5. | Weiswampach  | 1.155      |
| 6. | Heinerscheid | 1.056      |
| 7. | Munshausen   | 887        |
| 8. | Consthum     | 405        |

50°04′43″N 6°01′21″Ø / 50.0786°N 6.0225°Ø